# Teinopodagrion yunka
Teinopodagrion yunka är en trollsländeart som beskrevs av De Marmels 2001. Teinopodagrion yunka ingår i släktet Teinopodagrion och familjen Megapodagrionidae. Inga underarter finns listade i Catalogue of Life.